# Orecchio medio
L'orecchio medio è una parte dell'orecchio. È una cavità posta tra la membrana timpanica, che la separa dal condotto uditivo esterno, e l'orecchio interno.
L'orecchio medio dei mammiferi contiene tre ossicini, che trasferiscono le vibrazioni del timpano, al fluido dell'orecchio interno sotto forma di onda sonora. Il cavo del timpano è anche detto cassa timpanica o cavum tympani. La tuba di Eustachio connette l'orecchio medio alla cavità nasale (rinofaringe), ciò permette di regolare la pressione tra l'orecchio medio e la gola.
La funzione primaria dell'orecchio medio è di trasferire in modo efficiente l'energia acustica da onde di compressione dell'aria, in onde propagate nei fluidi all'interno della coclea.
Le strutture di pertinenza dell'orecchio medio sono:
- il cavo del timpano;
- la membrana timpanica;
- la catena degli ossicini dell'udito;
- l'apparato mastoideo;
- la tuba uditiva.

Il cavo del timpano, contiene tre piccoli ossicini disposti regolarmente in modo da formare la catena degli ossicini dell'udito. La cassa del timpano comunica con la faringe attraverso la tromba di Eustachio. La mucosa faringea (mucosa timpanica) continua lungo questo canale fino alla cassa timpanica tappezzando tutte le pareti.
La cassa del timpano, nella parte posteriore, comunica con un sistema di cavità ossee dette cavità mastoidee.
Gli organi dell'orecchio medio sono protetti dai muscoli tensor timpani e stapedio che, per stimoli troppo intensi, tirano il martello, riducendo le vibrazioni del timpano e limitando i movimenti della staffa; si riduce così l'amplificazione dei rumori troppo forti, con un tempo di reazione di circa 200 ms (si fa notare, tuttavia, che i rumori impulsivi hanno durate dell'ordine dei 100 ms e quindi non vi è protezione contro di essi).